# Penaherreraus pradosiae
Penaherreraus pradosiae là một loài bọ cánh cứng trong họ Cerambycidae.